# Bitwa morska u ujścia Warnawy
Bitwa morska u ujścia Warnawy – bitwa pomiędzy siłami duńskimi i plemieniem Rugian stoczona w lipcu 1147 w czasie krucjaty połabskiej.
Do bitwy doszło podczas krucjaty połabskiej, zorganizowanej przez feudałów niemieckich i duńskich. Wojska niemieckie pod dowództwem Henryka Lwa operowały na lądzie, natomiast duńskie na morzu. Zaatakowany książę obodrzycki Niklot zawarł sojusz z plemionami Wieletów i Ranów, którzy posiadali liczną flotę.
Armia Henryka Lwa w lipcu 1147 rozpoczęła oblężenie grodu Dubin. Wówczas do ujścia rzeki Warnawy dopłynęły okręty duńskie pod dowództwem pretendentów do tronu duńskiego – Kanuta i Swena Grade. Dowódcy ci nie współpracowali ze sobą i podejmowali decyzje oddzielnie. Po przybyciu do lądu, siły duńskie wysadziły na brzeg część wojska. Z portów wyszła wówczas flota Ranów, która postanowiła walczyć w imię sojuszu.
Flota Ranów była mniejsza liczebnie od duńskiej. Jednak szybki i niespodziewany atak na statki duńskie okazał się skuteczny. Flota Słowian zatopiła wiele okrętów z sił osłony. Następnie Ranowie prowadzili manewry okrętami, które miały pozorować kolejny atak. Wodzowie duńscy po rozbiciu sił osłony zrezygnowali z wzięcia udziału w oblężeniu Dobbina i odpłynęli z wód ujścia Warnawy.
Na lądzie Henryk Lew, który nie doczekał się posiłków, zwinął oblężenie.